# Court Tomb von Clontygora
Das Court Tomb von Clontygora (lokal auch The King’s Ring genannt) liegt auf einem Hügel im Südosten des Slieve Gullion im Townland Clontygora (irisch Cluainte Gabhra), westlich des Newry River, nahe der Ferryhill Road, im County Armagh in Nordirland, an der Grenze zur Republik Irland. Court Tombs gehören zu den megalithischen Kammergräbern (englisch chambered tombs) der Insel. Sie werden mit etwa 400 Exemplaren nahezu ausschließlich in Ulster im Norden von Irland beziehungsweise in Nordirland gefunden.
Trotz einiger Schäden ist das Court Tomb ein beeindruckendes Megalithmonument. Eine imposante Exedra aus zwei mehr als 2,7 m hohen und einigen niedrigeren Steinen sowie breiten Lücken begrenzt den tiefen, U-förmigen Hof (englisch court). Der Zugang zur Galerie mit den drei hintereinander liegenden Kammern wird durch zwei massive eng stehende Portalsteine markiert. Die Dachplatten und ein großer Deckstein über der erste der drei Kammern, werden von Granitblöcken unterstützt.
Court Tombs sind in der Regel nach Osten orientiert, aber dieses ist nach Norden orientiert. Das 1937 ausgegrabene Court Tomb enthielt Feuersteinartefakte, Keramik, eingeäscherte Knochen und eine polierte Steinaxt.
In der Nähe liegen das Court Tomb von Ballymacdermot, das Portal Tomb von Ballykeel und das Wedge Tomb Clontygora East.